# Xylotrechus chinensis
Xylotrechus chinensis är en skalbaggsart som först beskrevs av Louis Alexandre Auguste Chevrolat 1852.  Xylotrechus chinensis ingår i släktet Xylotrechus och familjen långhorningar.
Artens utbredningsområde är Taiwan. Inga underarter finns listade i Catalogue of Life.